# ماهیندرا ساتیام
ماهیندرا ساتیام (انگلیسی: Mahindra Satyam) شرکت مشاوره فناوری اطلاعات هندی است، که در سال ۱۹۸۷ تأسیس شد.